# Хауэнштайн-Ифенталь
Хауэнштайн-Ифенталь (нем. Hauenstein-Ifenthal) — коммуна в Швейцарии, в кантоне Золотурн. 
Входит в состав округа Гёсген. Население составляет 298 человек (на 31 декабря 2007 года). Официальный код — 2491.